# A480-as autópálya (Németország)
Az A480-as autópálya (németül: Bundesautobahn 480) egy autópálya Németországban. Hossza 29,9 km.